# Sarabosaurus
Sarabosaurus is een geslacht van de Mosasauridae dat tijdens het late Krijt leefde in het gebied van het huidige Noord-Amerika. De enige benoemde soort is Sarabosaurus dahli.

## Vondst en naamgeving
In de Last Chance Canyon gelegen in de Glen Canyon National Recreation Area in Kane County te Utah werden in februari 2012 ten oosten van een verlaagde heuvelrug botten gevonden door vrijwilliger H. Scott Richardson. Hem was door Lynn Barry Albright III gevraagd een mosasauride te vinden. Ze lagen op een oude puinwaaier van achtentwintig meter lengte en drie meter breedte. In maart 2012 was al het oppervlaktemateriaal verzameld en toen werd de hele waaier gezeefd, maar dat leverde geen aanvullende botten op. Iets oostelijker echter bleken er fossielen geërodeerd uit een hoger gelegen heuvelwand welke afkomstig zouden kunnen zijn uit een interval tussen twee boven elkaar gelegen goed te dateren geologische lagen. Een team onder leiding van Alan Titus verzamelde die in 2012 en 2013 ondanks een verzengende hitte. Uiteindelijk had men uit ongeveer de helft van het skelet elementen geïdentificeerd.
In 2023 werd de typesoort Sarabosaurus dahli benoemd en beschreven door Michael J. Polcyn, Nathalie Bardet, Lynn Barry Albright III en Alan Titus. De geslachtsnaam is afgeleid van het Arabisch sarab, "fata morgana", een verwijzing naar de vele luchtspiegelingen die het gebied van de Tropic Shale kenmerken. De soortaanduiding eert Steve Dahl die jarenlang vrijwilliger was bij het Grand Staircase Escalante National Monument.
Het holotype, UMNH VP21800, is gevonden in een laag bentoniet van de Tropic Shale die dateert uit het onderste Turonien, ongeveer 93,7 miljoen jaar oud en afgezet in een zee van tussen de zeventig en honderd meter diep. Het bestaat uit een fragmentarisch skelet met schedel. Het skelet ligt geheel niet in anatomisch verband. Slechts niet aaneengesloten brokken van de schedel, onderkaken en van wervels uit de nek (zes), rug, bekken (minstens vier) en staart zijn bewaard. Getuige groeiringen was het individu drie tot vier jaar oud. Het is de oudste mosasauride die bekend is van de Western Interior Seaway waarvan hij de westkust bewoonde.

## Beschrijving
Sarabosaurus is ongeveer drie meter lang.
De beschrijvers stelden verschillende onderscheidende kenmerken vast. Het gaat om een unieke combinatie van op zich niet unieke eigenschappen. De praemaxilla is stomp aan de voorzijde en breed gewelfd in bovenaanzicht met een kleine tandeloze snuit. De nervus ethmoidalis dringt de praemaxilla binnen in een diepe positie, ver beneden het bovenste oppervlak, en komt naar buiten op het bovenvlak als grote op onregelmatige afstand staande foramina. Er is een eitand aanwezig, als atavisme of pedomorfie daar mosasauriden vermoedelijk geen eieren meer legden maar levendbarend waren. De voorste balk tussen de neusgaten is driehoekig in dwarsdoorsnede. De buitenste zijkant van het bovenkaaksbeen toont een structuur van bobbels. Het gedeelte van het bovenkaaksbeen boven de tanden is ter hoogte van het neusgat overdwars breder dan hoog. De zone van het voorhoofdsbeen en frontopostorbitale is bijna vierkant in omtrek met een gebobbeld oppervlak. Het prefrontale wordt van het postorbitofrontale gescheiden door het voorhoofdsbeen. De achterste buitenvleugels van de voorhoofdsbeenderen zijn afgerond. Het achterste uiteinde van het squamosum is druppelvormig zonder bovenste tak naar het wandbeen. Het lumen van de halfcirkelvormige kanalen is relatief groot. Het achterste binnenste aderkanaal dringt het basisfenoïde binnen onder de uitgang van de nervus abducens wat ervoor zorgt dat de arteria basilaris aan de voorzijde en achterzijde een centrale vestibule vormt binnen in het basisfenoïde. De tandrij op het pterygoíde is niet verheven, golvend en draagt minstens veertien tanden waarvan sommige aanwezig zijn op de tak naar het basisfenoïde. Het onderste hoofdlichaam van het quadratum is van voor naar achteren dun, heeft een kleine achterste processus infrastapedialis en een zwak ontwikkelde opgaande rand op de achterste onderzijde van de vleugel. Het dentarium is robuust met een klein boegvormig uitsteeksel vóór de eerste tand en een middelste richel die bijna de hele tandrij ontbloot. Het spleniale heeft een hoge goed ontwikkelde middenrichel. Grote zygosfenen zijn aanwezig tot minstens de sacrale wervels. Er bevinden zich ovale verzonken knobbels op voorste gewrichtsfacetten van de halswervels en voorste ruggenwervels. De knobbels op de sacrale wervels of pygalia zijn iets hoger dan breed. De voorste staartwervels zijn breder dan hoog. De middelste tot achterste staartwervels zijn hoger dan breed.
De mosasauride specimina YPM 40383, TxVP 42942-2, SMU77681, SMU76529 en DMNH1601 tonen ook een centrale tand in de voorste snuit die homoloog kan zijn aan de eitand zoals veel basale Amniota die bezitten. Het is vreemd dat die op hogere leeftijd behouden zou worden. Zeereptielen tonen echter wel vaker het behoud van jeugdige kenmerken.
Het basisfenoïde heeft een afgeleide "Type III" gesloten circulatie van de halsslagaders die overeenkomt met die van de Plioplaticarpinae. Dit kan een aanpassing zijn geweest aan dieper duiken, om de druk op de hersenen te verminderen.

## Fylogenie
Sarabosaurus is in de Russellosaurina geplaatst, dicht bij Russellosaurus en Yaguarasaurus in de stamboom.